# 기원전 21세기
기원전 21세기는 기원전 2100년부터 기원전 2001년까지 지속된 세기이다.

## 주요 사건
- 기원전 2080년 - 고대 이집트에서 이집트 제1중간기가 끝나고 이집트 중왕국이 시작되다.
- 기원전 2070년 - 중국 최초의 왕조인 하나라가 건국되다.
- 기원전 2055년경 - 고대 이집트에서 이집트 제1중간기가 끝나고 이집트 중왕국 시기가 시작되다.
- 기원전 2055년경 - 테베의 멘투호테프 2세가 고대 이집트를 통일하고 통치하기 시작하다.
- 기원전 2050년경 - 필리핀 마리벨레스산이 분화하다.
- 기원전 2040년 - 이집트 제10왕조가 멸망하고 이집트 중왕국 시대가 열리다.
- 기원전 2025년 - 고대 아시리아 제국이 성립되다. 아수르가 왕국의 수도가 되었고 약 270년간 존속했다.
- 기원전 2009년경 ~ 기원전 1997년경 - 이집트 제11왕조 멘투호테프 3세의 무덤을 건설하다.
- 기원전 2004년 - 우르 제3왕조가 멸망하다.
- 기원전 2000년경 - 에게 청동기 문명이 끝나다.

## 년대와 년도
| 기원전 2100년대 | 전2109 | 전2108 | 전2107 | 전2106 | 전2105 | 전2104 | 전2103 | 전2102 | 전2101 | 전2100 |
| 기원전 2090년대 | 전2099 | 전2098 | 전2097 | 전2096 | 전2095 | 전2094 | 전2093 | 전2092 | 전2091 | 전2090 |
| 기원전 2080년대 | 전2089 | 전2088 | 전2087 | 전2086 | 전2085 | 전2084 | 전2083 | 전2082 | 전2081 | 전2080 |
| 기원전 2070년대 | 전2079 | 전2078 | 전2077 | 전2076 | 전2075 | 전2074 | 전2073 | 전2072 | 전2071 | 전2070 |
| 기원전 2060년대 | 전2069 | 전2068 | 전2067 | 전2066 | 전2065 | 전2064 | 전2063 | 전2062 | 전2061 | 전2060 |
| 기원전 2050년대 | 전2059 | 전2058 | 전2057 | 전2056 | 전2055 | 전2054 | 전2053 | 전2052 | 전2051 | 전2050 |
| 기원전 2040년대 | 전2049 | 전2048 | 전2047 | 전2046 | 전2045 | 전2044 | 전2043 | 전2042 | 전2041 | 전2040 |
| 기원전 2030년대 | 전2039 | 전2038 | 전2037 | 전2036 | 전2035 | 전2034 | 전2033 | 전2032 | 전2031 | 전2030 |
| 기원전 2020년대 | 전2029 | 전2028 | 전2027 | 전2026 | 전2025 | 전2024 | 전2023 | 전2022 | 전2021 | 전2020 |
| 기원전 2010년대 | 전2019 | 전2018 | 전2017 | 전2016 | 전2015 | 전2014 | 전2013 | 전2012 | 전2011 | 전2010 |
| 기원전 2000년대 | 전2009 | 전2008 | 전2007 | 전2006 | 전2005 | 전2004 | 전2003 | 전2002 | 전2001 | 전2000 |
| 기원전 1990년대 | 전1999 | 전1998 | 전1997 | 전1996 | 전1995 | 전1994 | 전1993 | 전1992 | 전1991 | 전1990 |